# ウィリアム・ニコルソン (画家)
ウィリアム・ニコルソン（Sir William Newzam Prior Nicholson 、1872年2月5日 - 1949年5月16日）はイギリスの画家、イラストレーター、児童文学の作者である。

## 略歴
イングランドのノッティンガムシャーのニューアーク＝オン＝トレントの実業家で保守党の下院議員となった政治家の息子に生まれた。ハートフォードシャーに、画家、イラストレーターのフーベルト・フォン・ヘルコマーの設立した美術学校で学んだ。美術学校で、1889年に将来の結婚することになる画家のメーベル・プライド（1871–1918）と知り合い。メーベルの兄で、フランスの美術学校での留学から戻ったばかりのジェームズ・プライド（1866–1941）を紹介された。ニコルソンは1893年にメーベルと結婚し、同じ年からニコルソンとジェームズ・プライドは、「Beggarstaffs」というペンネームでポスターや商業美術の分野で、共作を始め、その活動を1899年まで続けた。
児童文学の分野で、1922年に出版された、マージェリィ・ウィリアムズの『ビロードうさぎ』(The Velveteen Rabbit)の挿絵を描いたことで知られる。物語も自ら描いた作品には『かしこいビル』(Clever Bill: 1926)や『ふたごの海賊』(The Pirate Twins: 1929)などの作品が知られている。
1928年アムステルダムオリンピックの芸術競技の版画部門で金メダルを受賞した。
1918年に妻のメーベルがインフルエンザで亡くなった後、1919年に未亡人の画家と再婚した。メイベルとの間の息子、ベン・ニコルソンは抽象画を多く描いた画家になった。娘のナンシー(Nancy Nicholson:1899–1977)は画家、布地のデザイナーとなり、詩人。小説家のロバート・グレーヴスと結婚した。

## 作品

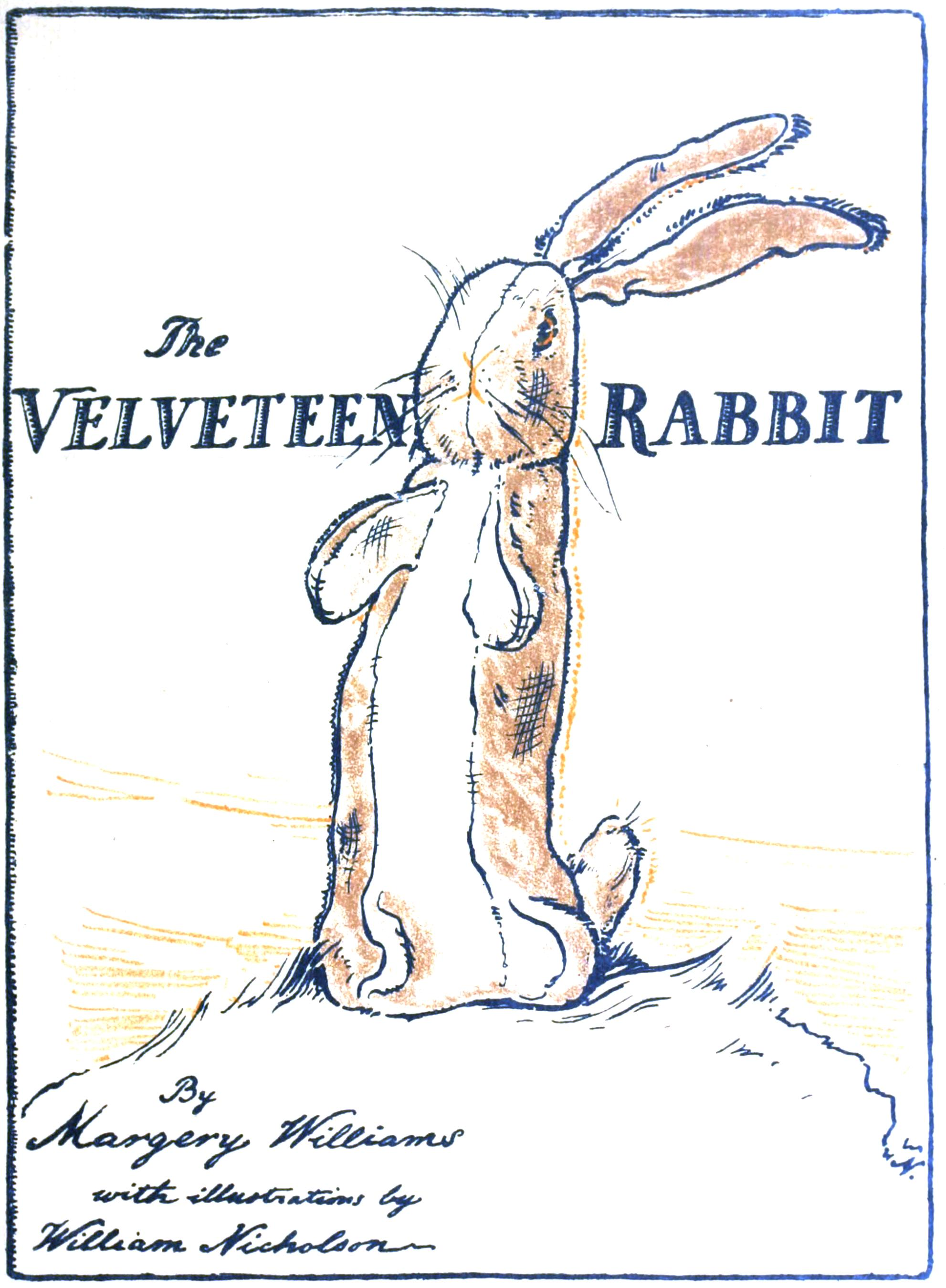
マージェリィ・ウィリアムズ(著)ニコルソン(画)『ビロードうさぎ』の挿絵
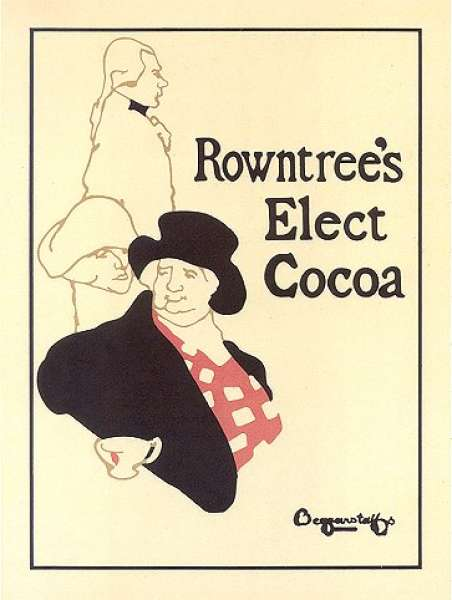
「Beggarstaffs」時代の宣伝ポスター
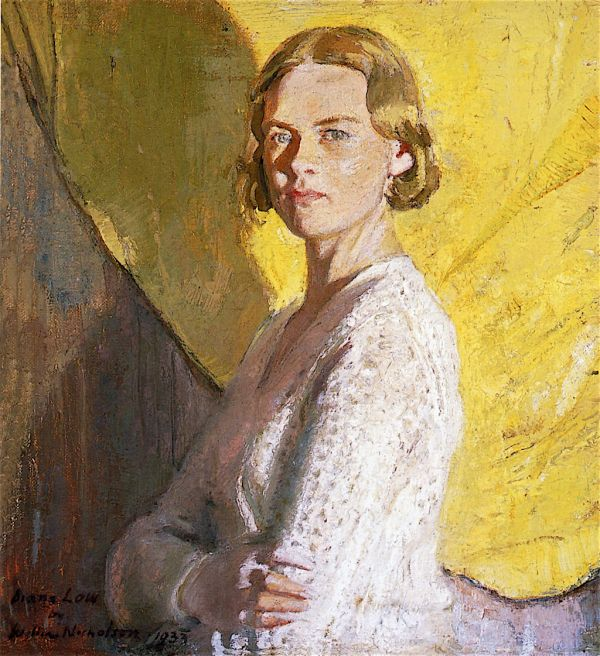
肖像画
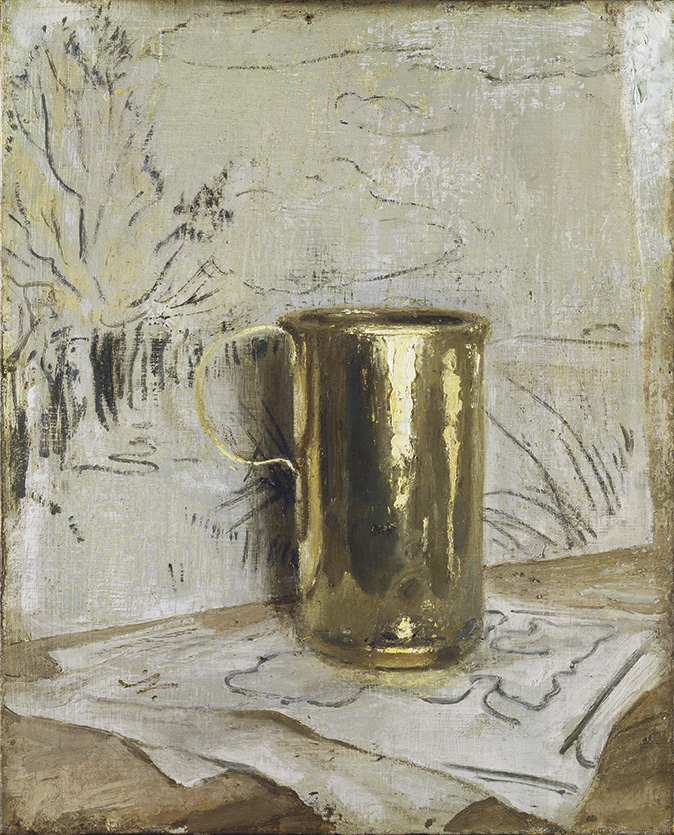
静物画